# 鄭恩惠
鄭恩惠（Jung Eun-hea，1989年9月27日—）生於韓國仁川廣域市，是一名韓國射擊運動員，主攻步槍項目，曾獲得2018年世界射擊錦標賽女子10公尺空氣步槍季軍。

## 外部連結
- ISSF （页面存档备份，存于）